# Солнцезащитные плёнки
Солнцезащитные плёнки — тип плёнок, основная задача которых заключается в блокировании ультрафиолетового и инфракрасного излучений с сохранением максимального уровня пропускания белого (видимого) света в помещение.

## История
В 1966 году компанией 3M была изобретена первая в мире отражающая солнцезащитная оконная плёнка.
Именно с этого момента началась история по разработке модификаций с совершенствованием солнцезащитных оптических свойств пленочных покрытий на окна, основная задача которых заключалась в блокировании ультрафиолетового и инфракрасного излучений с сохранением максимального уровня пропускания белого (видимого) света в помещение.  Так, в середине 80-х годов группа учёных вывела гипотезу о том, что полимерная плёнка, включающая сотни слоев двух материалов, отличающихся коэффициентом преломления, могут быть соэкструдированы для образования флуоресцирующей плёнки - т.е. плёнка может производить селективное отсечение инфракрасного и ультрафиолетового излучений спектра, но при этом пропускать белый свет. Данная гипотеза на протяжении нескольких десятилетий не находила практической реализации и оставалась "теоретической разработкой" до 2006 года, когда доктору Рагу Падиятху удалось завершить доработку гипотезы её до практической реализации. Оптически прозрачная, неметаллизированная многослойная плёнка была запущена в производство на одном из заводов в США.

## Уникальность и исследования
Уникальность оптически прозрачных многослойных плёнок заключается в их свойстве осуществлять селективную отсечку нежелательных составляющих солнечного излучения – ультрафиолетовых и инфракрасных лучей, пропуская при этом до 90%  видимого света. Невооружённым глазом практически невозможно отличить обычное окно от окна с нанесённой солнцезащитной плёнкой. Через такое окно беспрепятственно поступает солнечный свет, но не тепло. Этот набор свойств возможен благодаря многослойной текстуре плёнки, имеющей 224 нанослоя, отдельные пары которых характеризуются определённой толщиной.
Спектрально-оптические характеристики многослойной солнцезащитной плёнки испытаны ОАО «Композит», ведущим материаловедческим предприятием Федерального космического агентства. В результате исследования в ОАО «Композит» доказано, что многослойная солнцезащитная плёнка в отличие от металлизированных солнцезащитных плёнок и плёнок с керамическим слоем четко разделяет солнечный спектр – полностью пропускает видимый свет, несущий минимальную тепловую энергию, и отсекает часть солнечного спектра, которая несёт максимум тепла – инфракрасные лучи.

## Энергосбережение, как это работает
Затрагивая вопрос энергосбережения и вклад, который оконные солнцезащитные плёнки могут внести в сокращение потребления электроэнергии, выделим два ключевых фактора:
```
   1. Сокращение времени и интенсивности использования кондиционера на 60%:
```

В качестве наглядного примера рассмотрим теплопоступление от солнечной энергии через стеклянную поверхность площадью, например, 20 м² в июне в Москве:
- 1 547,55  кВт/ч через незащищённое стекло за месяц;
- 888,71  кВт/ч через стекло с многослойной плёнкой за месяц.

Таким образом, сокращения теплопоступления составляет  858,84 кВт/ч за месяц.
Для расчёта использовались данные иррадиации солнечной энергии для Москвы и коэффициент теплопоступления через стекло толщиной 4 мм, а также программное обеспечение Windows 6.3.
```
   2. Полное отсутствие необходимости использовать искусственное освещение в дневное время:
```

Здесь все просто: многослойные плёнки прозрачны и пропускают в зависимости от марки 70% или 90% белого света. При этом они сокращают интенсивность солнечных бликов. Таким образом, потенциал окон используется максимально – вид из окон не блокируется, а белый свет беспрепятственно проникает внутрь помещения.

## Защитные плёнки
Плёнки производятся по уникальной запатентованной многослойной (14 слоев поперечного переплёта под 90 градусов каждый слой по отношению к предыдущему) технологии,  с нанесением экстра-стойкого клеевого состава. Они не просто упрочняют стекло, их основная функция – не давать осколкам разбитого стекла разлетаться и таким образом защищать от травм и повреждений.
Благодаря уникальной прочности и сопротивляемости к разрыву, микрослойные плёнки обеспечивают эффективную защиту при террористических атаках, стихийных бедствиях, промышленных катастрофах, а также затрудняют проникновение в помещение злоумышленников. В связи с этим широко используются при защите банков, посольств и в зданиях с большим количеством панорамного остекления. Ультра-прочные плёнки проходят обязательную сертификацию класса защиты в соответствии со стандартами EN12600 (маятниковый удар)  и/или EN356 (сбрасывание груза с высоты на стекло).